# Yuri Moscevsky
Yuri Moscevsky (né le 20 octobre 1978 à Milwaukee, Wisconsin, aux États-Unis) est un joueur américain de hockey sur glace.

## Carrière de joueur
Depuis près d'une dizaine d'années, cet attaquant évolue dans les ligues mineures américaines. Il est reconnu plus par son jeu défensif et robuste que par ces talents offensifs. Il a notamment joué dans la Ligue américaine de hockey durant quelques saisons avant de retourner dans ligues inférieures.
Depuis quelques saisons, il évolue dans la Ligue nord-américaine de hockey. En décembre 2007, il a été impliqué dans des événements disgracieux survenus lors d'une partie entre son équipe (Summum-Chiefs de Saint-Jean-sur-Richelieu) et le Top Design de Saint-Hyacinthe. Lors de cette partie, il a enlevé le casque protecteur de un de ses adversaires, le joueur Alexandre Lamarche, avant de s'en servir pour lui asséner des coups. Il fut arrêté par la police locale à la suite de ce geste.

## Statistiques
Pour les significations des abréviations, voir Statistiques du hockey sur glace.
| Saison    | Équipe                                    | Ligue |    | Saison régulière | Saison régulière | Saison régulière | Saison régulière | Saison régulière |   | Séries éliminatoires | Séries éliminatoires | Séries éliminatoires | Séries éliminatoires | Séries éliminatoires |
| Saison    | Équipe                                    | Ligue | PJ | B                | A                | Pts              | Pun              | PJ               | B | A                    | Pts                  | Pun                  |                      |                      |
| 1997-1998 | Sting de Saint-Louis                      | NAHL  | 22 | 0                | 2                | 2                | 41               |                  |   |                      |                      |                      |                      |                      |
|           |                                           |       |    |                  |                  |                  |                  |                  |   |                      |                      |                      |                      |                      |
| 1999-2000 | Condors de Bakersfield                    | WCHL  | 6  | 1                | 0                | 1                | 26               | -                | - | -                    | -                    | -                    |                      |                      |
| 1999-2000 | Gulls de San Diego                        | WCHL  | 9  | 0                | 1                | 1                | 59               | -                | - | -                    | -                    | -                    |                      |                      |
| 1999-2000 | ScareCrows de Topeka                      | LCH   | 4  | 1                | 0                | 1                | 7                | -                | - | -                    | -                    | -                    |                      |                      |
|           |                                           |       |    |                  |                  |                  |                  |                  |   |                      |                      |                      |                      |                      |
| 2001-2002 | Storm de Toledo                           | ECHL  | 14 | 0                | 0                | 0                | 50               | -                | - | -                    | -                    | -                    |                      |                      |
| 2001-2002 | Sea Wolves du Mississippi                 | ECHL  | 29 | 3                | 3                | 6                | 130              | 10               | 1 | 0                    | 1                    | 20                   |                      |                      |
| 2002-2003 | Barons de Cleveland                       | LAH   | 65 | 1                | 2                | 3                | 172              | -                | - | -                    | -                    | -                    |                      |                      |
| 2003-2004 | Barons de Cleveland                       | LAH   | 52 | 2                | 3                | 5                | 167              | 2                | 0 | 0                    | 0                    | 2                    |                      |                      |
| 2004-2005 | Ice Dogs de Long Beach                    | ECHL  | 32 | 3                | 3                | 6                | 228              | -                | - | -                    | -                    | -                    |                      |                      |
| 2004-2005 | Gulls de San Diego                        | ECHL  | 2  | 0                | 0                | 0                | 17               | -                | - | -                    | -                    | -                    |                      |                      |
| 2004-2005 | Admirals de Milwaukee                     | LAH   | 3  | 0                | 0                | 0                | 14               | -                | - | -                    | -                    | -                    |                      |                      |
| 2004-2005 | Crunch de Syracuse                        | LAH   | 9  | 1                | 0                | 1                | 29               | -                | - | -                    | -                    | -                    |                      |                      |
| 2005-2006 | Moose du Manitoba                         | LAH   | 12 | 0                | 0                | 0                | 76               | -                | - | -                    | -                    | -                    |                      |                      |
| 2005-2006 | Chiefs de Laval                           | LNAH  | 17 | 7                | 4                | 11               | 78               | 3                | 0 | 0                    | 0                    | 20                   |                      |                      |
| 2006-2007 | Summum-Chiefs de Saint-Jean-sur-Richelieu | LNAH  | 22 | 6                | 7                | 13               | 125              | 14               | 4 | 5                    | 9                    | 79                   |                      |                      |
| 2007-2008 | Summum-Chiefs de Saint-Jean-sur-Richelieu | LNAH  |    | 16               | 2                | 1                | 3                | 114              |   | -                    | -                    | -                    | -                    | -                    |
| 2007-2008 | Jackals d'Elmira                          | ECHL  |    | 2                | 0                | 0                | 0                | 17               |   | -                    | -                    | -                    | -                    | -                    |

### Équipes d'étoiles et Trophées
- 2007 : remporta la Coupe Futura avec le Summum-Chiefs de Saint-Jean-sur-Richelieu dans la Ligue nord-américaine de hockey.